# Oskar von Ehrenthal
Oskar von Ehrenthal (Borna, 15. kolovoza 1854. – Schloss Schönbach, 9. studenog 1921.) je bio njemački general i vojni zapovjednik. Tijekom Prvog svjetskog rata zapovijedao je 24. pričuvnom divizijom i XXVII. pričuvnim korpusom na Zapadnom i Istočnom bojištu.

## Vojna karijera
Oskar von Ehrenthal je rođen 15. kolovoza 1854. u Borni. U sasku vojsku stupio je u listopadu 1872. služeći u 2. kraljevskoj saskoj lovačkoj bojnoj. Od listopada 1873. pohađa Vojnu školu u Erfurtu, dok je u travnju 1881. unaprijeđen u čin poručnika. U travnju 1887. imenovan je zapovjednikom satnije u 3. kraljevskoj saskoj lovačkoj bojnoj u Chemnitzu. Istodobno s tim imenovanjem promaknut je u čin satnika. U travnju 1896. unaprijeđen je u čin bojnika, te imenovan pobočnikom saskog kralja Alberta. U ožujku 1899. postaje zapovjednikom bojne u 1. kraljevskoj saskoj grenadirskoj pukovniji, da bi dvije godine poslije, u ožujku 1901., dostigao čin potpukovnika. Istodobno je imenovan i zapovjednikom 1. kraljevske saske lovačke bojne.
U ožujku 1903. postaje zapovjednikom 1. kraljevske saske grenadirske pukovnije, da bi dva mjeseca poslije, u svibnju 1908., bio promaknut u čin pukovnika. Navedenom pukovnijom zapovijeda iduće tri godine, do srpnja 1906., kada je imenovan najprije privremenim, a u svibnju 1907., i trajnim zapovjednikom 3. kraljevske saske pješačke brigade. U prosincu te iste godine unaprijeđen je u čin general bojnika, dok je u siječnju 1911. promaknut u čin general poručnika. Dva mjeseca nakon tog promaknuća, u ožujku, preuzima zapovjedništvo nad 1. kraljevskom pješačkom divizijom sa sjedištem stožera u Dresdenu. Navedenom divizijom zapovijeda do rujna 1912. kada je premješten u pričuvu.

## Prvi svjetski rat
Na početku Prvog svjetskog rata Ehrenthal je reaktiviran, te je imenovan zapovjednikom 24. pričuvne divizije koja se nalazila u sastavu 3. armije kojom je na Zapadnom bojištu zapovijedao Max von Hausen. Zapovijedajući navedenom divizijom sudjeluje u Bitci kod Dinanta i opsadi Namura. Nakon toga divizija je premještena u Champagnu gdje sudjeluje u Prvoj bitci u Champagni. U ožujku 1915. Ehrenthal dobiva počasni čin generala pješaštva, nakon čega je u ožujku 1916. zbog bolesti premješten u pričuvu.
Nakon što se oporavio, u kolovozu 1916. je imenovan zapovjednikom XXVII. pričuvnog korpusa zamijenivši tijekom Bitke na Sommi na tom mjestu Richarda von Schuberta. Istodobno s tim imenovanjem promaknut je u čin generala pješaštva. Nakon završetka Bitke na Sommi u studenom 1916. je sa XXVII. pričuvnim korpusom premješten na Istočno bojište gdje je držao liniju bojišta na rijeci Narajiwka. U ljeto 1917. kada su na tom dijelu bojišta izbile intenzivnije borbe, Ehrenthal je ranjen šrapnelom zbog čega je izgubio oko. Odlikovan je 15. lipnja 1917. ordenom Pour le Mérite, te umirovljen.

## Poslije rata
Nakon umirovljenja Ehrenthal se vratio u Schloss Schönbach gdje je i preminuo 9. studenog 1921. godine u 68. godini života.   

## Vanjske poveznice
(eng.) Oskar von Ehrenthal na stranici Prussianmachine.com

(njem.) Oskar von Ehrenthal na stranici Deutsche-kriegsgeschichte.de  Arhivirana inačica izvorne stranice od 20. lipnja 2016. (Wayback Machine)